# يفكيني بريماكوف
يفغيني مكسيموفيتش بريماكوف (الروسية: Евгений Максимович Примаков) (29 أكتوبر 1929 – 26 يونيو 2015) كان سياسيًا ودبلوماسيًا روسيًا بارزًا، تولّى منصب رئيس وزراء روسيا بين عامي 1998 و1999. امتدت مسيرته المهنية لعدة عقود شغل خلالها مناصب رفيعة، من أبرزها وزير الخارجية الروسي بين عامي 1996 و1998، ومدير جهاز الاستخبارات الخارجية من 1991 إلى 1996، ورئيس مجلس السوفيت الأعلى للاتحاد السوفيتي من 1990 إلى 1991. يُعد بريماكوف من الشخصيات الأكاديمية المرموقة في مجال الدراسات الشرقية (الاستشراق)، وكان عضوًا في هيئة رئاسة أكاديمية العلوم الروسية.

## حياته
ولد بريماكوف في كييف بأوكرانيا، التي كانت جزءًا من الاتحاد السوفيتي في ذلك الوقت، وقضى طفولته في تبليسي بجورجيا التي كانت أيضًا جزءًا من الاتحاد السوفيتي في ذلك الوقت، وغير اسمه عندما أصبح شابًا.
بعد انتقال العائلة إلى جمهورية جورجيا السوفيتية انذاك عاش يفكيني مع والدته في مدينة تبليسي بشقة عامة، مع عوائل أخرى، لم تتوفر فيها أية أسباب للراحة، وخصصت لهما غرفة بمساحة 14 مترا مربعا. وبعد أن تخرج بريماكوف من المدرسة الاعدادية قال لامه انه يريد الالتحاق بالكلية البحرية في مدينة باكو الأذربيجانية التي امضى فيها سنتين صعبتين. ثم تم ابعاده عن الدراسة في الكلية لأسباب صحية، إذ ان الأطباء اكتشفوا لديه مرض الدرن الرئوي في مرحلته البدائية. وعاد بريماكوف إلى تبليسي حيث تعافى من المرض بفضل رعاية امه. فتخرج من المدرسة الثانوية حيث كان يفضل دراسة الرياضيات والتاريخ والادب.
ويقول بريماكوف ان اساتذة المدرسة اتصفوا حينذاك بدرجة عالية من الكفاءة. والدليل على ذلك هو النتائج الممتازة التي احرزها الخريجون في امتحانات الالتحاق بأفضل المعاهد والجامعات في موسكو، وذلك دون أن يحظوا باي دعم خارجي. وكان ضمنهم يفغيني بريماكوف الذي التحق عام 1948 بالقسم العربي لمعهد الاستشراق في موسكو. تخرج بريماكوف في معهد الدراسات الشرقية في موسكو عام 1953 م، وحصل على شهادة الدكتوراه في الاقتصاد من جامعة موسكو عام 1956 م.

## الحياة العملية
في ربيع عام 1953 تخرج يفغيني بريماكوف من المعهد والتحق بالدراسات العليا في جامعة موسكو الحكومية حيث درس بقسم الاقتصاد خلال 3 سنوات. واتاحت الدراسات العليا له فرصا كثيرة، وبالدرجة الأولى لاكتساب الكفاءة النظرية الممتازة والمقدرة على التحليل والمعالجة والتعامل مع المراجع. واختار يفغيني بريماكوف موضوعا للدراسات ودافع عن الاطروحة العلمية في موضوع يخص نشاط الشركات الاجنبية في الجزيرة العربية.
في عام 1956 اقترح سيرغي كافيرين رئيس هيئة التحرير للقسم العربي في إدارة البث الاذاعي الخارجي على يفغيني بريماكوف العمل في قسمه. وتعاون بريماكوف خلال بضعة سنوات مع إدارة البث الاذاعي الخارجي حيث ترقى من مراسل إلى محرر ثم المحرر المسؤول ونائب رئيس هيئة التحرير. وشغل بعد وفاة سيرغي كافيرين منصب رئيس هيئة التحرير للقسم العربي في البث الخارجي. وكتب بريماكوف فيما بعد قائلا: «بالنسبة اليَ كان العمل في الإذاعة الخارجية مدرسة للإدارة. وترأست في سن 26 سنة فريقاً متكونا من 70 موظفا. وكنت الأصغر سنا بينهم».

## العمل السياسي
انضم بريماكوف للحزب الشيوعي عام 1959 م. وعمل خلال الفترة من 1962 م إلى 1970 م في صحيفة برافدا الشيوعية، مراسلاً لشؤون الشرق الأوسط، حيث أصبح يتحدث اللغة العربية بطلاقة. وشغل خلال فترة السبعينيات والثمانينيات، مناصب إدارية في أكاديمية العلوم السوفيتية، وكان يقدم النصح والمشورة للزعماء السوفييت، حول السياسة الخارجية.
وفي عام 1991 م، أصبح بريماكوف رئيسًا لمصلحة المخابرات الخارجية التابع لوكالة الاستخبارات السوفيتية المعروفة باسم الـ كيه. جي. بي. وبعد تفكك الاتحاد السوفيتي في ديسمبر من ذلك العام، أصبح رئيسًا لجهاز الاستخبارات الخارجية الروسي، وظل يشغل هذا المنصب حتى عام 1996
ثم انتقل بريماكوف إلى معهد الاقتصاد العالمي والعلاقات الدولية حيث شغل منصب كبير الباحثين. ومنذ عام 1962 بدأ بريماكوف يعمل في صحيفة «برافدا» السوفيتية مراقبا سياسيا في قسم آسيا وإفريقيا. وابتداء من عام 1965 أصبح مندوبا خاصا للصحيفة في منطقة الشرق الأوسط. وكانت القاهرة مقرا لاقامته الدائمة. وقد زار بريماكوف في هذه الفترة شمال العراق أكثر من مرة. وكلفته اللجنة المركزية والمكتب السياسي للحزب الشيوعي السوفيتي بتنفيذ مهام خاصة فيما يتعلق باقامة علاقات مع قائد الثوار الأكراد انذاك مصطفى البرزاني وحمله على التقارب مع بغداد.
لقد اراد الاتحاد السوفيتي احلال السلام في العراق، كما انه كان يعطف على الكفاح التحرري للاكراد. ومن جهة أخرى سعى الاتحاد السوفيتي إلى تعزيز مواقفه في القيادة العراقية الجديدة التي تولت عام 1968 زمام السلطة في البلاد، حيث كان صدام حسين يضطلع بمسؤولية إجراء المحادثات مع الأكراد من جانب بغداد. فالتقى بريماكوف بصدام عام 1969 ثم تعرف على طارق عزيز الذي تولى حينذاك رئاسة تحرير صحيفة «الثورة» العراقية. وقبل أن يتم توقيع اتفاقية السلام بين بغداد والأكراد في عام 1970 قام بريماكوف بجولات كثيرة إلى شمال العراق حيث زار المقر الشتوى للبرزاني في الجبال. وكان بريماكوف أول صحفي اجنبي التقى بالبعثي اليساري ورئيس الوزراء السوري يوسف زعين الذي صعد إلى السلطة نتيجة انقلاب عسكري في دمشق. كما انه كان أول من التقى باللواء جعفر النميري الذي ترأس الانقلاب في السودان.
دافع يفغيني بريماكوف عام 1969 عن اطروحة الدكتوراه في موضوع «تطور مصر الاجتماعي والاقتصادي». واقترح عليه عام 1970 ان يشغل منصب نائب مدير معهد الاقتصاد الدولي والعلاقات الدولية الذي كان الأكاديمي إينوزيمتسيف مديرا له حينذاك. وفي الوقت نفسه كان لا يزال ينفذ مهاما خارجية تكلفه بها القيادة السوفيتية. وبين تلك المهام لقاءات سرية عقدت بينه وبين ممثلي القيادة الإسرائيلية غولدا مائير وموشيه دايان وشمعون بيريز واسحاق رابين ومناحيم بيجن. وكانت تلك اللقاءات تهدف إلى مناقشة إمكانية استئناف العلاقات السوفيتية الإسرائيلية والتسوية في الشرق الأوسط..
اما الزعماء الفلسطينيون مثل ياسر عرفات وأبو اياد وأبو مازن وغيرهم فتعرف بريماكوف بهم في نهاية الستينات ومطلع السبعينات. واقيمت بينه وبينهم علاقات صداقة متينة، حيث اجرى معهم لقاءات عديدة ونقاشات كثيرة. كما عقدت لقاءات طيبة بينه وبين الملك الأردني حسين بن طلال. كما اقام بريماكوف علاقات تتصف بالثقة والصراحة مع كل من رئيسي سوريا ومصر حافظ الأسد وحسني مبارك الامر الذي ساعده في إصدار كتب ودراسات في موضوع تاريخ الشرق المعاصر ووضعه الاقتصادي والاجتماعي.
في عام 1974 تم انتخاب بريماكوف عضوا مراسلا لاكاديمية العلوم في الاتحاد السوفيتي. وفي عام 1977 شغل منصب مدير معهد الاستشراق التابع لاكاديمية العلوم السوفيتية. اما في عام 1979 فانتخب بريماكوف عضوا فاعلا في أكاديمية العلوم السوفيتية. وكانت أكاديمية العلوم في سنوات الركود السياسي بالاتحاد السوفيتي جزيرة حقيقية لحرية الرأي. وفهم العلماء ضرورة عدم التشبث بعقائد ومذاهب جامدة فيما يتعلق بالسياسة الخارجية والمجال السياسي العسكري.
لم تشهد العلاقات بين الاتحاد السوفيتي من جهة والولايات المتحدة والدول الغربية من جهة أخرى في السبعينات والنصف الأول للثمانينات لقاءات كثيرة على المستوى الحكومي.. وعند عقد مثل هذه اللقاءات يتتم عادة التركيز على النقاشات في أكثر مسائل السياسة الخارجية آنية. وكان بريماكوف الذي كان يشغل انذاك أيضا منصب نائب رئيس لجنة السلام السوفيتية يبذل الجهود الرامية إلى توضيح سياسة الاتحاد السوفيتي وايجاد اصدقاء خارج البلاد يشاركونه في الاراء، ومن بينهم المثقفون ورجال العلم والفنانون. ثم ظهرت قنوات أخرى لاقامة العلاقات الشخصية. وشارك يفغيني بريماكوف في اجتماعات مغلقة عقدت بين ممثلي معهد الاقتصاد العالمي والعلاقات الدولية بموسكو والمركز الاستراتيجي للدراسات في مدينة ستانفورد الأمريكية نوقشت خلالها اساليب حساب الميزانيات العسكرية. واتاح هذا العمل البدء في السير على طريق تقليص الأسلحة. كما شارك بريماكوف في منتديات حركة باغوش ذات الطابع الدولي وفي لقاءات دارتموث السوفيتية الأمريكية. وكان ديفيد روكفيلر يترأس مجموعة العلماء السياسيين الأمريكيين. أما بريماكوف وزميله الأمريكي ساندرس فكانا يترأسان مجموعة العمل الخاصة بتسوية النزاعات. وكتب بريماكوف في مذكراته ان أحد تلك اللقاءات عقد في مدينة تبليسي حيث خطر ببال المشاركين في اللقاء من الجانب السوفيتي توجيه دعوة إلى الزملاء الأمريكيين لتناول وجبة العشاء في منزل جورجي. وكتب بريماكوف قائلا:«اقترحت اقامة مأدبة العشاء في منزل خالة زوجتي ناديجدا خارادزيه البروفسورة في الكنسرفتوار والمغنية في مسرح الاوبرا بتبليسي. لكن ظروفها المعيشية شأنها شأن جميع المثقفين الجورجيين كانت متواضعة. ومن اجل استضافة الأمريكيين على المستوى المطلوب اضطرت ناديجدا إلى استئجار طقم السفرة لدى الجيران. فجرت الامسية في جو من الحفاوة قدمت فيها اغان أمريكية وروسية.وانتهت في الساعة الثالثة ليلا حتى اضطر ديفيد روكفيلر إلى تأجيل سفره».
وصارت اللقاءات التي عقدت بين ممثلي معهد الاقتصاد العالمي والعلاقات الدولية من جهة والمجلس الياباني الخاص بشؤون الأمن من جهة أخرى تكتسب اهمية بالغة. وكانت الطاولات المستديرة تشبه في البداية حوارا بين الطرشان. لكن الثلج صار يذوب تدريجيا.
وساعدت الطرق والاساليب والاليات التي اشرف على اعدادها بريماكوف في التقريب بين العلم السياسي والممارسة. وبين تلك الاساليب أسلوب «هجوم الادمغة» الذي تمت الاستعانة به للتنبؤ في القصف الأمريكي لكمبوديا إبان الحرب الأمريكية الفيتنامية. كما تم التنبؤ في سياسة الانفتاح في مصر بعد وفاة جمال عبد الناصر، وبانتصار الثورة الإسلامية في إيران، وبالحرب بين العراق وإيران التي بدأت بعد 10 أشهر من إجراء التحليل المفصل للوضع هناك. وحاز بريماكوف عام 1980 على جائزة الدولة لقاء وضع اساليب جديدة في مجال الربط بين علم السياسة والممارسة.
في عام 1985 تم تعيين بريماكوف مديرا لمعهد الاقتصاد العالمي والعلاقات الدولية. وحضر بريماكوف ضمن مجموعة الخبراء لقاءات عقدت بين غورباتشوف وريغان في كل من جنيف وريكيافيك وواشنطن وموسكو. وشهد بريماكوف بداية الحوار السوفيتي الأمريكي والمشاكل التي رافقته والتقارب التدريجي بين الجانبين.
استمر يفغيني بريماكوف يقوم بمهام حكومية وبعثات سياسية هامة خارج روسيا بما في ذلك إلى منطقة الشرق الأوسط حيث يعرفه جيدا الكثير من الرؤساء والملوك ورؤساء الحكومات في الدول العربية. ويعود اليه الفضل الكبير في قضية التسوية الشرق اوسطية. كما بذل جهوداً لا يستغنى عنها من اجل تسوية الوضع حول العراق في بداية التسعينات، وفي الفترة التي سبقت الاحتلال الأمريكي للعراق عام 2003.
وابتداء من ديسمبر/كانون الأول عام 2001 وإلى وفاته شغل يفغيني بريماكوف منصب رئيس غرفة التجارة والصناعة لروسيا الاتحادية.

## الحياة الشخصية
في عام 1987 توفيت زوجته لاورا خارادزيه. وكان موت الزوجة الحبيبة ضربة قاسية بالنسبة إلى يفغيني بريماكوف. وكتب في مذكراته قائلا: «كانت زوجتي جزءا من حياتي واهدتني واطفالها موهبتها النادرة كونها امرأة مطلعة على شتى المجالات، لا تقبل بالكذب والنفاق، بما في ذلك في مجال السياسة، كما كانت عازفة بيانو رائعة. واجتمعت فيها خيرة الصفات لنساء روسيا وجورجيا».
تزوج يفغيني بريماكوف بعد سبع سنوات من وفاة زوجته الأولى من إرينا الطبيبة المتخصصة في الأمراض الباطنية. ويقول بريماكوف: «ان جميع اقاربي يحبونها ويحترمونها. وانها تشبه لاورا في بعض سماتها». وانهمك بريماكوف بعد وفاة زوجته الأولى في العمل بمعهد الاقتصاد العالمي والعلاقات الدولية وفي أكاديمية العلوم السوفيتية حيث شغل منصب الأكاديمي السكرتير بقسم الاقتصاد العالمي والعلاقات الدولية والعضو في رئاسة الأكاديمية. كما تم انتخابه رئيسا للجنة السوفيتية الوطنية الخاصة بالتعاون في منطقة آسيا والمحيط الهادئ. وترأس بريماكوف مجموعة الخبراء الذين قاموا بجولة في منطقة إقليمي بريموريه وخاباروفسك ومقاطعتي آمور وساخالين.

## جوائز وتكريمات
منح بريماكوف انواطاً حكومية روسية واجنبية كثيرة وبينها وسام الاستحقاق من الدرجتين الثانية والثالثة ووسام الشرف ووسام الراية الحمراء ووسام الصداقة بين الشعوب ووسام الصداقة بين الشعوب لبيلوروسيا ووسام الأمير ياروسلاف الحكيم لاوكرانيا ووسام «داناكر» لقرغيزيا ووسام الصداقة لطاجيكستان ووسام «دوستيك» لكازاخستان.
وحاز يفغيني بريماكوف على جوائز كثيرة وبينها جائزة الدولة للاتحاد السوفيتي وجائزة عبد الناصر لمصر وجائزة ابن سينا وجائزة «غوغو غروسي» الدولية لقاء تطوير القانون الدولي ووضع عقيدة العالم المتعدد الأقطاب وجائزة «الدلو الذهبي» الدولية للشرف والكرامة.

## مؤلفاته
يعد يفغيني بريماكوف مؤلفا ومشرفاً علميا لكثير من الكتب والدراسات، وبينها الدراسة المعنونة «دول الجزيرة العربية والاستعمار» عام 1956، وكتاب «مصر: عهد الرئيس جمال عبد الناصر» عام 1972، والدراسة «النزاعات الدولية في الستينات والسبعينات» عام 1972، وكتاب «الشرق الأوسط خمسة دروب إلى السلام»، وكتاب «الشرق الأوسط - المعلوم والمخفي» عام 2006، والمذكرات «حقول ألغام السياسة» عام 2006، وغيرها من الكتب والدراسات والمذكرات.

## وصلات خارجية
- يفكيني بريماكوف على موقع IMDb (الإنجليزية)
- يفكيني بريماكوف على موقع IMDb (الإنجليزية)
- يفكيني بريماكوف على موقع الموسوعة البريطانية (الإنجليزية)
- يفكيني بريماكوف على موقع مونزينجر (الألمانية)
- يفكيني بريماكوف على موقع إن إن دي بي (الإنجليزية)
- يفكيني بريماكوف على موقع كينوبويسك (الروسية)

- Yevgeny Primakov's Project Syndicate op/eds

| سبقه منصب مستحدث      | {{{العنوان}}} 1991–1996 | تبعه Vyacheslav Trubnikov |
| المناصب السياسية      |                         |                           |
| سبقه أندري كوزيرڤ     | {{{العنوان}}} 1996–1998 | تبعه إيگور إيڤانوڤ        |
| سبقه ڤيكتور چرنوميردن | {{{العنوان}}} 1998–1999 | تبعه سرگي ستپاشين         |